# Stanford E. Woosley
Stanford Earl Woosley (né le 8 décembre 1944) est un physicien et un professeur d'astronomie et d'astrophysique américain. Il est le directeur du Centre de recherche sur les supernovas de l'Université de Californie.

## Domaine de recherche
Les recherches de Stan Woosley concernent l'astrophysique des hautes énergies, plus particulièrement les événements éruptifs tels les supernova, les hypernovas et les sursauts gamma.
Woosley est l'un des chercheurs utilisant les données du satellite artificiel High Energy Transient Explorer-2, spécialisé dans l'observation des rayons gamma.
Ses projets de recherche impliquent notamment des modélisations d'étoiles massives (8 à 50 masses solaires) de tout âge,. 

## Prix et distinctions
- 2005 :
  - Prix Bruno Rossi
  - Prix Hans Bethe